# Kumrahár

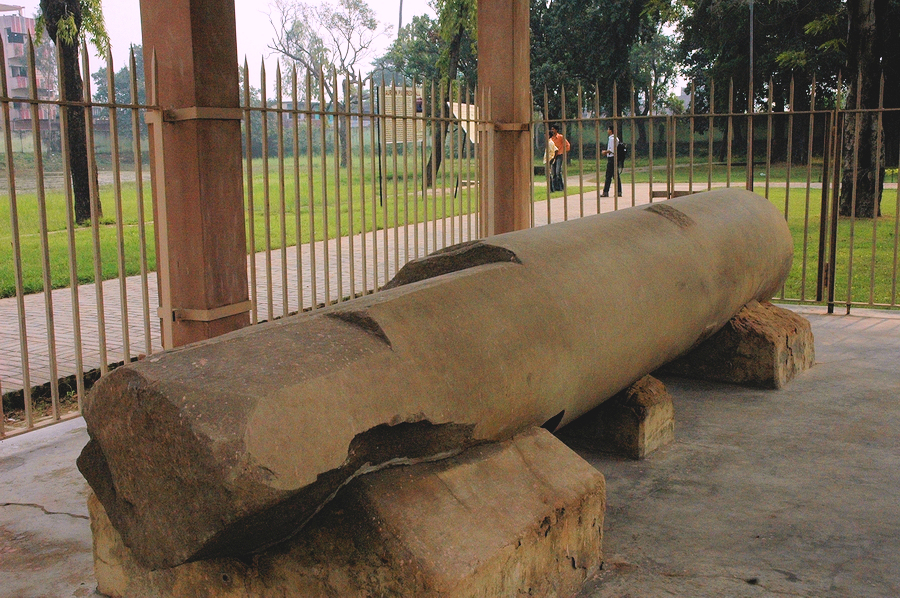
Kamenný halový sloup z dob Maurjů

Kumrahár či Kumrár je archeologická lokalita s pozůstatky Patáliputry, významného centra starověké Indie. Nachází se asi 5 kilometrů jižním směrem od železničního nádraží v dnešní Patně v indickém státě Bihár.
V Kumraháru byly nalezeny především pozůstatky staveb z dob Maurjů (Patáliputra byla po dlouhou dobu hlavním centrem Maurjovské říše). K hlavním objevům patří pozůstatky obrovské haly, kterou podpíralo 80 sloupů. Některé nálezy zde jsou však mnohem starší a pocházejí až z dob magadského krále Adžátašatru, některé naopak mnohem mladší; časově by se dalo stáří těchto staveb vymezit zhruba na období mezi roky 600 př. n. l. – 600 n. l.